# Tudo de Novo
Tudo de Novo é o segundo álbum de estúdio da cantora brasileira Negra Li, lançado em 2012. O álbum foi lançado após 6 anos do último disco, Negra Livre, de 2006. Contou com a produção do Rick Bonadio e traz composições de já consagrado da música como Leo Jaime, Leoni, Sérgio Britto, Edgard Scandurra, Leandro Lehart e Di Ferrero (NX Zero).
Em “Tudo de novo”, Negra Li aposta na transição do rap, de seu primeiro álbum, em parceria com Helião, para arranjos de soul music e R&B, por meio de uma mudança estética marcante.

## Faixas
| N.º            | Título                       | Duração |  |
| 1.             | "Tudo de Novo"               | 4:03    |  |
| 2.             | "Vai Passar"                 | 3:34    |  |
| 3.             | "Volta Pra Casa"             | 4:01    |  |
| 4.             | "E Eu (Snippet)"             | 3:38    |  |
| 5.             | "Não Vá"                     | 4:01    |  |
| 6.             | "Posso Morrer de Amor"       | 3:50    |  |
| 7.             | "Fotografia"                 | 3:36    |  |
| 8.             | "Mais Que Um Olhar"          | 3:35    |  |
| 9.             | "Hoje Eu Só Quero Ser Feliz" | 3:59    |  |
| 10.            | "Como Iguais"                | 4:13    |  |
| 11.            | "Culto de Amor"              | 2:59    |  |
| Duração total: | Duração total:               | 41:49   |  |

## Crítica
Escrevendo para o Yahoo!, Regis Tadeu publicou uma crítica positiva para a cantora em 2012: "Prestes a lançar um novo disco, esta talentosa e subestimada cantora sempre mostra uma elegância ímpar na hora de apresentar seu amálgama de hip hop, soul, r&b, samba e funk dos anos 70, tudo apoiado por bases bem sacadas. Para quem não conhece o trabalho dela, é surpresa na certa. E das boas!"

## Posições nas paradas
| Parada (2012)   | Melhores posições |
| --------------- | ----------------- |
| Brasil - ABPD   | 8                 |
| Brasil - TOP 40 | 12                |

## Vendas e certificações
| País / Certificadora | Certificação | Vendas |
| -------------------- | ------------ | ------ |
| Brasil (ABPD)        | —            | 20.000 |